# NGC 7118
NGC 7118 (również PGC 67318) – galaktyka eliptyczna (E-S0), znajdująca się w gwiazdozbiorze Żurawia. Odkrył ją John Herschel 30 września 1834 roku.